# Justinus I
Justinus I (tiếng Latinh: Flavius Iustinus Augustus, tiếng Hy Lạp cổ: Ἰουστίνος; 450 – 527) là Hoàng đế Byzantine từ năm 518 đến 527. Khởi đầu theo đường binh nghiệp dần dần thăng quan tiến chức để rồi cuối cùng trở thành Hoàng đế, dù trên thực tế ông bị mù chữ và phải gần 70 tuổi thì ông mới lên ngôi trị vì. Triều đại của Justinus I đánh dấu cho sự sáng lập nhà Justinianus bao gồm người cháu giỏi giang Justinianus I và cả việc ban hành đạo luật nhằm nhấn mạnh ảnh hưởng của giới quý tộc La Mã cũ. Chính thất của ông là Hoàng hậu Euphemia.

## Khởi nghiệp
Justinus lúc đầu chỉ là một người nông dân và người chăn lợn thuê xuất thân từ vùng nói tiếng Latinh là Dardania thuộc một phần của Giáo khu Illyria. Ông sinh ra trong một ngôi làng nhỏ gần Bederiana ở Naissus (nay là Niš, phía nam Serbia). Vốn là người La Mã gốc Thrace và đáng buồn thay, giống như đám bạn bè và các thành viên trong gia đình ông (gồm Zimarchus, Dityvistus, Boraides, Bigleniza, Savona, v.v.) đều mang cái tên Thracia và chẳng ai biết nói gì hơn là thứ tiếng Hy Lạp thô sơ. Người em gái Vigilantia (sinh vào khoảng năm 455) kết hôn với Sabbatius và có hai người con: Petrus Sabbatius Justinianus I (sinh năm 483) và Vigilantia (sinh khoảng năm 490), mà sau này được gả cho Dulcissimus và bà sinh ra Praejecta (khoảng năm 520) về sau kết hôn với Nguyên Lão nghị viên Areobindus và Justinus II (sinh khoảng năm 520).
Khi còn ở tuổi thiếu niên, ông và hai người bạn đã trốn thoát từ một cuộc xâm lược của quân rợ, sau đó cả nhóm đã chạy tới tị nạn ở Constantinopolis với một bộ đồ rách rưới vắt trên lưng và mang theo một bao toàn bánh mì. Vì kế sinh nhai nên Justinus sớm gia nhập quân đội và cũng nhờ tài năng và lòng quả cảm mà chẳng mấy chốc đã thăng chức tới đại tướng dưới thời Hoàng đế Anastasius I; Vào lúc Anastasius mất vào năm 518, ông đang giữ chức vụ có ảnh hưởng lớn trong triều là comes excubitorum tức chỉ huy đội cấm quân.

## Trị vì
Nhờ vào vị trí chỉ huy cấm quân trong thành phố và việc hối lộ bằng quà cáp lẫn tiền bạc mà Justinus được quần thần ủng hộ trong cuộc bầu chọn làm Hoàng đế vào năm 518. Vì khởi đầu bằng binh nghiệp với một ít hiểu biết về thuật trị quốc nên ông đã khôn khéo vây quanh mình với các cố vấn đáng tin cậy làm chỗ dựa vững chắc. Nổi bật nhất trong số này tất nhiên là người cháu Flavius Petrus Sabbatius mà Hoàng đế nhận làm con nuôi và đổi sang tên Iustinianus (Justinianus). Triều đại của Justinus đáng chú ý vì vấn đề giải quyết sự kiện Đại ly giáo Acacianus giữa các nhánh phía đông và phía tây của Giáo hội Thiên chúa giáo La Mã. Là một tín đồ Công giáo mộ đạo, Justinus ủng hộ quan điểm của Rome về câu hỏi hai bản tính của Chúa Kitô và các nguyên tắc tổng quát hơn về quyền tối thượng của La Mã. Sự trì hoãn tạm thời của Giáo hội phương Đông đến Giáo hội phương Tây đã không thể kéo dài lâu được.
Dựa vào các tài liệu của nhà sử học Procopius cho biết rằng Justinianus trị vì đế quốc mang tên của người chú dưới triều đại của Justinus; tuy nhiên, có nhiều bằng chứng ngược lại. Thông tin từ cuốn Bí Sử (lịch sử bí mật) của Procopius được xuất bản sau khi ông mất. Lời bình phẩm của Procopius (mà tác phẩm cho thấy tác giả thất vọng nghiêm trọng với nhà cầm quyền đương thời) đã bác bỏ tác phẩm của mình vì là một nguồn tài liệu có thành kiến nặng nề, cay độc và khiêu dâm, nhưng không có nguồn tham khảo khác, những lời phê bình đã không thể làm mất uy tín một số điều xác nhận trong ấn phẩm. Tuy nhiên, trái với quyển Bí Sử, Justinianus không mang tên này khi kế vị cho tới một năm trước khi Justinus mất và ông đã tiêu tốn hết 3.700 lượng vàng trong một buổi lễ vào năm 520.
Năm 525, Hoàng đế ra lệnh bãi bỏ một đạo luật có hiệu quả cấm một thành viên thuộc tầng lớp nghị viên kết hôn với phụ nữ thuộc một tầng lớp thấp hơn trong xã hội, bao gồm cả rạp hát vốn chịu nhiều tai tiếng vào thời điểm đó. Sắc lệnh này đã mở đường cho Justinianus kết hôn với Theodora, nguyên là nữ diễn viên kịch câm và cuối cùng dẫn đến một sự thay đổi lớn về nạn phân biệt giai cấp cũ tại triều đình. Theodora giờ đây bình đẳng với Justinianus khiến bà có thể tham gia đóng góp vào việc nước với ảnh hưởng đáng kể. Cùng năm đó, thị trấn Anazarbus được Justinus I đổi tên thành Justinopolis nhằm vinh danh chính mình trước thần dân của Đế quốc Đông La Mã. 

## Cuối đời
Vào những năm cuối đời dưới thời Justinus được đánh dấu bởi những cuộc xung đột giữa người Ostrogoth và Ba Tư với Đế quốc Đông La Mã. Năm 526, sức khỏe của Justinus bắt đầu suy sụt rồi sau đó ông chính thức lập Justinianus làm đồng hoàng đế và vào ngày 1 tháng 4 năm 527 soạn chiếu thư chỉ định ông ta làm người kế vị. Đến ngày 1 tháng 8 cùng năm thì Hoàng đế qua đời và Justinianus chính thức lên ngôi Hoàng đế Đông La Mã.